# 大喜自制
大喜自制是中国大陆的一个女装品牌，该品牌除了一部分在拼多多被山寨外还存在服装质量等大量争议。

## 沿革
2012年正在读书大三的赵大喜平时兼任平面模特，与摄影师赵岩认识，并随后结婚、开办属于自己的大喜自制淘宝店。随后公司走向自建供应链、开设自己工厂。

## 引用来源
1. ↑  王先明，陈建英著. . 北京：当代世界出版社. 2016.09: 109–110. ISBN 978-7-5090-1130-0.
2. ↑  南方都市报. . 搜狐.   [2021-04-28]. （原始内容存档于2021-04-28）.
3. ↑  . 上游新闻.   [2021-04-28]. （原始内容存档于2021-04-30）.
4. ↑  唐顿，毕火著. . 北京：中国商务出版社. 2016.08: 78–79. ISBN 978-7-5103-1570-1.
5. ↑  沈宇庭著. . 北京：中国经济出版社. 2016.09: 116–117. ISBN 978-7-5136-4316-0.